# Кокконен, Йонас
Йонас Кокконен (фин. Joonas Kokkonen; 13 ноября 1921, Ийсалми, Финляндия — 2 октября 1996, Ярвенпяа, Финляндия) — финский композитор, пианист, член Финской академии наук (1963), один из наиболее значительных финских композиторов XX века.

## Биография
Родился 13 ноября 1921 года в Ийсалми, в Финляндии.
Во время Второй мировой войны служил в финской армии. С 1940 по 1941 и с 1945 по 1949 году учился в Хельсинкском университете, где изучал музыковедение.
В 1950 году окончил Академию им. Сибелиуса по классу фортепиано. Композицию изучал главным образом самостоятельно.
В 1947—1950 годах писал критические статьи о музыке, а затем был главным редактором «Новой музыкальной газеты» (фин. Uusi Musiikkilehti).
В 1948 году состоялся его дебют как композитора, он написал фортепианное трио.
С 1948 по 1963 год преподавал в Академии им. Сибелиуса музыкальную композицию, причём в 1959 году стал профессором. Среди его учеников финские композиторы — А. Саллинен, Э. Салменхаара, П. Хейнинен, П. Нордгрен, Х. К. Вессман.
С 1965 по 1971 год Кокконен возглавлял Союз финских композиторов.
Кокконен много концертировал как пианист, часто исполнял на концертах свои произведения.

## Творчество
В основе музыки Кокконена — финский музыкальный фольклор. На творчество Кокконена оказал большое влияние Ян Сибелиус, а также композиторы Иоганнес Брамс, Бела Барток, И. Ф. Стравинский, Пауль Хиндемит, Альбан Берг, традиции музыки барокко и ренессанса.

### Опера
- «Последние искушения» (фин. Viimeiset kiusaukset; либретто Лаури Кокконена, 1975). Опера посвящена Пааво Руотсалайнену (1777—1852) — финскому лютеранскому проповеднику, лидеру одного из движений веры.

### Оркестровые произведения
- Музыка для струнного оркестра (1957)[1]
- Симфония № 1 [1960)
- Симфония № 2 (1960-61)
- Opus Sonorum (1964)
- Симфония № 3 (1967)
- * Симфонические эскизы (1968)
- Симфония № 4 (1971)
- Inauguratio (1971)
- «…durch einen Spiegel» (1977)
- Il Paessagio (1987)
- Симфония № 5, незаконченная (1982)

### Концерты
- Концерт для виолончели с оркестром (1969)

### Камерные произведения
- Фортепианное трио (1948)
- Фортепианный квинтет (1951-53)
- Дуэт для скрипки и фортепиано (1955)
- Струнный квартет № 1 (1959)
- Камерная симфония (1961/62)
- Струнный квартет № 2 (1966)
- Духовой квинтет (1973)
- Соната для виолончели и фортепиано (1975-76)
- Струнный квартет № 3 (1976)
- Импровизация для скрипки и фортепиано (1982)

### Вокал
- Сюита для сопрано с оркестром «Загробный мир птиц» (1959)